# Effets du chocolat sur la santé
Pour un article plus général, voir Chocolat.

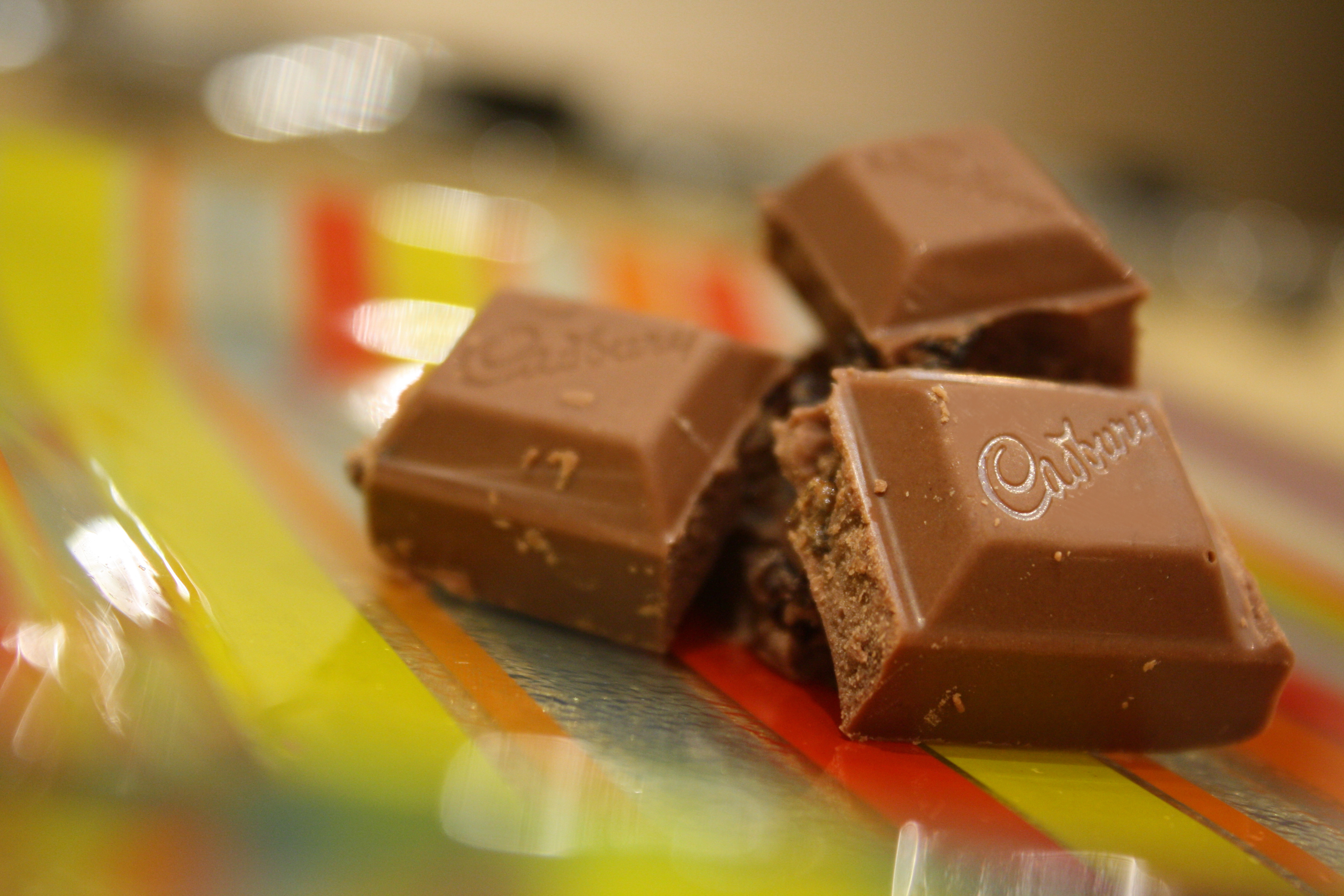
Carrés de chocolat.

La consommation de chocolat entraine différents effets sur la santé humaine.

Effets du chocolat sur la santé.

Le chocolat contient une grande quantité de substances chimiques antioxydantes (flavonoïdes, de la famille des polyphénols ou « tanins ») découvertes dans les fèves de cacao et la poudre de cacao qui seraient à l'origine de ses qualités. Ces substances possèdent de nombreuses propriétés.
Manger régulièrement du chocolat noir en quantités modérées peut avoir des effets positifs sur la santé ; le cacao ou le chocolat noir, en particulier, sont bénéfiques pour le système circulatoire. D'autres effets bénéfiques ont été suggérés, tels qu'un effet anticancer, nootropique (stimulation cérébrale), de prévention de la toux ou antidiarrhéique. Le chocolat est par ailleurs réputé aphrodisiaque, mais cet effet n'a jamais été prouvé.
D'un autre côté, la consommation excessive d'aliments riches en énergie, tel que le chocolat, est suspectée d'augmenter le risque d'obésité sans une augmentation correspondante de l'activité. Le chocolat brut est riche en beurre de cacao, une graisse qui est enlevée durant le raffinage du chocolat, puis ré-ajoutée en proportion variable lors de la fabrication. Les fabricants peuvent également ajouter d'autres graisses, des sucres et du lait, qui augmentent le contenu calorique du chocolat.
Il existe également une préoccupation quant à un léger empoisonnement au plomb pour certains types de chocolat et quant à certaines teneurs en cadmium et/ou nickel (voir la section Polluants du présent article).
La BBC rapporte une étude indiquant que la fonte du chocolat dans la bouche provoque une augmentation de l'activité cérébrale et des pulsations cardiaques plus intenses qu'un baiser passionné, et durant quatre fois plus longtemps après l'arrêt de l'activité.
Le « chocolat cru » est considéré avoir des effets encore plus bénéfiques par les crudivores car il permet de conserver les saveurs et les nutriments originels (vitamines, minéraux) altérés lors de la torréfaction. Ce type de chocolat était mangé jusqu'à l'époque d’Anne d'Autriche qui privilégia la torréfaction développant les arômes typiques de cacao.

## Système circulatoire
Le cacao ou le chocolat noir pourraient avoir des effets bénéfiques sur la santé humaine. Cela est principalement dû à l'un des flavonoïdes présents dans le chocolat : l'épicatéchine. Celle-ci se trouve en quantité encore plus élevée dans la poudre de cacao (avec 158 mg/100 g d'(-)-épicatéchine, la poudre de cacao est l'aliment qui en est le plus richement doté).
Les flavonoïdes du cacao ont des effets anti-inflammatoires limitant l'hypertension. Il existe une légère réduction de la pression artérielle et un meilleur contrôle de la taille des vaisseaux après avoir consommé quotidiennement du chocolat noir,,,.
Il existe même un régime hyperlipidique, appelé « régime gras » qui met en avant la consommation de chocolat et de cacao en poudre en capsules. Cependant, la consommation simultanée de lait (séparément ou incorporé comme chocolat au lait) en diminue fortement le bénéfice. La poudre de cacao traitée à l'alcali (appelée « chocolat hollandais » du fait de l'inventeur de la méthode : Van Houten) réduit fortement les capacités antioxydantes par rapport à la poudre de cacao brute car ce processus détruit la plus grande partie des flavonoïdes.
Un tiers des graisses du chocolat sont constitués par l'acide stéarique, un acide gras saturé, et par l'acide oléique, un acide gras insaturé. Cependant, au contraire des autres graisses saturées, l'acide stéarique n'augmente pas le niveau de lipoprotéine de basse densité (LDL), intimement lié au taux de cholestérol dans la circulation sanguine,. Ainsi, malgré le degré de saturation du beurre de cacao, celui-ci ne semble pas induire d'athérosclérose. Autrement dit, la consommation de relativement grandes quantités de chocolat noir et de cacao n'augmente vraisemblablement pas le niveau de « mauvais cholestérol » (ou LDL). Cela pourrait diminuer même la quantité de LDL produite par le foie.
En conclusion, la consommation de chocolat est corrélée avec une diminution du risque de survenue de maladies cardio-vasculaires, concernant également les accidents vasculaires cérébraux. Ces constatations reposent toutefois essentiellement sur des études observationnelles et non sur des études randomisées, avec un risque de biais statistique.

## Polluants (dont métaux lourds et éléments traces métalliques)
Les teneurs en oligoéléments varient peu selon les marques de chocolat. Des polluants environnementaux sont retrouvés dans les coquilles de fèves de cacao. Certains ne sont pas ou peu retrouvés dans les produits chocolatés. C'est notamment le cas pour deux neurotoxiques (Bismuth et Arsenic) présents en quantités significatives dans les coquilles de fèves de cacao, mais pas dans le chocolat. Une corrélation entre le taux d'éléments traces métalliques du chocolat et la teneur en cacao de ce chocolat  laisse penser que la source primaire de contamination est le cacao et/ou ses modalités de préparation. Certains sont problématiques et réglementés (dans l'Union européenne notamment) :
- Plomb : Le taux de plomb du chocolat commercialisé est sous le seuil recommandé par l'USP pour l'adulte mais peut être excessive pour les enfants dont la muqueuse intestinale absorbe le plomb bien plus que celle de l'adulte : Or, « un morceau de 10 g de chocolat noir peut contenir jusqu'à 20 % de la limite orale quotidienne de plomb. En outre le chocolat peut ne pas être la seule source de plomb dans sa nutrition »[25]. Parmi les produits du régime alimentaire occidental typique, le chocolat possède l'une des plus fortes teneurs en plomb, et bien que n'étant pas mangé en grande quantité, il peut potentiellement provoquer une légère intoxication au plomb (saturnisme) ou aggraver un saturnisme latent. Des études récentes ont montré que, bien que les graines du cacaoyer elles-mêmes absorbent peu de plomb tant qu'elles sont dans le fruit, ce métal tend à se lier au cacao et une contamination peut se produire pendant le processus de fabrication. Des déchets de coques du fruit du cacaoyer ont d'ailleurs été expérimentalement utilisés avec succès pour dépolluer des effluents ou un sol contaminé par du plomb[27]. y compris dans des solutions acides qui peuvent être ainsi régénérées[28]. 
Une étude scientifique de 2005 a trouvé des quantités significatives de plomb dans le chocolat[29]. Cependant, les données sont rares et contradictoires. Dans une étude de l'USDA en 2004, des niveaux moyens de 0,001 0 à 0,096 5 µg de plomb par gramme de chocolat ont été observés dans les échantillons testés, mais en 2002, une étude suisse avait trouvé un taux de 0,769 µg dans un gramme de chocolat, ce qui est proche de la limite internationale fixée à 1 µg de plomb par gramme de chocolat[30]. En 2006, la FDA américaine a diminué d'un cinquième la quantité de plomb admissible dans les sucreries, mais le respect de cette règle est purement volontaire[31]. Alors que des études montrent que le plomb consommé dans du chocolat n'est peut-être pas complètement absorbé par le corps humain, il n'y a pas de niveau limite connu pour obtenir un effet sur la fonction cérébrale des enfants, et de petites quantités de plomb peuvent induire un déficit neurologique durable, dont une diminution du QI[32].
- cadmium (Cd) : Il pose problème, même à faible dose, car hautement néphrotoxique et parce que dans les échantillons de liqueur de cacao, la bioaccessibilité gastrique du Cd est de presque 100 % [33]. Or, il est presque toujours présent à dose significative (dépassant même souvent les normes européennes dans les fèves, surtout quand les cacaoyers ont été plantés sur des substrats alluviaux, note une étude récente[34], et ce même sur des sites a priori non pollués). Ainsi, en 2017, 50 % des fèves récoltées en Équateur et des échantillons de liqueur de cacao étaient au-dessus des directives européennes pour le Cd[33] 
Le Cd est fréquemment retrouvé dans le chocolat mis sur le marché : Par exemple, 0,43 mg/kg ont été relevés dans un chocolat commercialisé, et une étude de Öko-Test a conclu que certains chocolats amers provoquent une augmentation de la teneur de l'organisme en cadmium, ce qui peut également entraîner un risque pour la santé[35].

En Équateur en 2017, une fève de cacao moyenne contient en moyenne 4 fois plus de cadmium que le sol ; ce métal y est apporté via l'absorption racinaire et ce, quelle que soit la pollution du sol, mais il proviendrait plutôt des pratiques agricoles que des retombées d'activités pétrolières.

Une part importante de ce cadmium pourrait provenir de la pollution ambiante et/ou d'apports d'engrais, mais selon une étude ayant porté sur l'absorption de cadmium par le cacaoyer (sujet devenant un enjeu commercial après que l'Union européenne (UE) a édicté des valeurs maximales de Cd à ne pas dépasser dans les produits à base de cacao, seuils par exemple, souvent dépassés en Amérique latine) ; cette étude a examiné 55 plantations de cacaoyers (au Honduras) pour rechercher des facteurs favorisant l'absorption de Cd par les feuilles coques ou fèves. Avec en moyenne de 2,6 ± 0,4 mg de cadmium par kg, les taux de Cd étaient plus marqués dans les feuilles que dans les fèves. La teneur moyenne (1,1 ± 0,2 mg de Cadmium par kg) dépassait dans les fèves le seuil européen, mais les fèves présentaient des teneurs très différentes selon le pH et le type de substrat géologique du site cultivé, même si les variations régionales du Cd total du sol étaient comparativement faibles et que la concentration moyenne se situait dans la gamme des sols habituellement considérés comme « non-contaminés » (0,25 ± 0,02 mg kg-1). Les auteurs n'ayant pas pu montrer que des engrais ou un voisinage industriel était en cause, ils ont conclu que le type de sol est déterminant (meilleur prédicteur du taux de Cd de la fève (R2 = 0,5). Les concentrations les plus élevées en Cd ont été observées sur des substrats alluviaux.
- Nickel : il est souvent présent en quantité préoccupante[36] dans le cacao brut (jusqu'à plus de 12 mg/kg dans le cacao brut et in fine 4,5 mg/kg dans le chocolat (doses présentant un risque parfois grave pour la santé des enfants)[35].
- Chrome : il est présent dans le cacao, mais selon une étude publiée en 2014 sans risque réel pour le consommateur, car les antioxydants naturels du chocolat convertissent le Cr+6 hautement toxique en Cr+3 moins dangereux[25].

En 2018, BartoszKruszewski & al. concluaient que les produits à base de chocolat devraient encore « être surveillés en permanence et une limite absolue devrait être établie en ce qui concerne les niveaux admissibles de métaux lourds ».
En janvier 2019 entre en vigueur le règlement no. 488/2014 de l'Union européenne, qui s'applique à tous les produits transformés contenant du cacao, avec une obligation de résultat (il ne stipule pas de moyens obligatoires, ni même de limites maximales pour le cacao brut).

Il a encouragé la Recherche à mieux comprendre la bioaccumulation du cadmium dans les fèves, son risque de toxicité et les possibilités d'exporter le métal toxique. Des taux élevés sont trouvés dans les principaux pays producteurs sud-américains (Brésil, Équateur, Colombie, Pérou, République dominicaine, Bolivie, Honduras et d'autres). Les auteurs suggèrent d'étendre l'application du règlement UE n° 2019-2019. 488/2014 au cacao brut, avec des limites maximales sur les amandes brutes, tout en alertant sur les implications sur l'effort de remplacement des cultures illicites de coca par des cacaoyers.
En 2020, une étude fait le point sur l'évolution de la situation, concluant que la situation reste préoccupante pour certains pays, en lien avec la biodisponibilité en métaux de certains sols de sites de production, et que « des travaux supplémentaires sont nécessaires pour identifier les méthodes d'atténuation efficaces » ; ce travail montre aussi que le taux de cadmium augmente proportionnellement au taux de cacao d'un produit, ce qui est moins vrai pour le plomb.

## Risque d'obésité
Le chocolat est particulièrement énergétique, car très riche en sucres (glucides) et matières grasses (lipides) : 500 kcal pour 100 g (550 kcal dans le chocolat au lait). 100 grammes de chocolat noir apportent un quart des besoins quotidiens moyens d'une femme qui sont de l'ordre de 1 800 à 2 000 kcal/jour  il contient du saccharose (sucre de table, un disaccharide : Glucose-fructose). L'index glycémique (IG) du chocolat est comparable avec le pain de seigle. Avec un IG de 65, il est dans la moyenne[Quoi ?].
Pour le nutritionniste, consommer du chocolat à petite dose n'affecte pas négativement le taux de cholestérol sanguin, la pression artérielle ou l'oxydation du LDL, et il n'est pas évident que les biomarqueurs des maladies cardiovasculaires en soient modifiés. La quantité nécessaire pour provoquer de tels effets irait de pair avec une grande quantité de calories qui, sans réduction par ailleurs, provoquerait un gain de poids. En conséquence, la consommation de grandes quantités de chocolat noir pour se protéger des maladies cardiovasculaires a été décrite comme « scier la branche sur laquelle on est assis ».

### Une fausse "étude": le chocolat ferait maigrir
En 2015, une équipe de chercheurs allemands (menée par le Dr Johannes Bohannon) tenant à vérifier la viralité d'une fausse information basée sur de la junk science a publié une étude complètement farfelue suggérant (sans preuves tangibles) que le chocolat ferait maigrir. Cette pseudo « étude » eut un retentissement spectaculaire dans la presse, faisant les gros titres du Huffington Post, Daily Mail, Modern Healthcare ou encore du Bild (journal au plus fort tirage d’Europe), etc. Aucun journaliste n'a à aucun moment questionné la validité de cette étude, qui n'avait pourtant aucune apparence de sérieux, se contentant de reprendre les communiqués de presse triomphants sans demander leur avis à d'autres scientifiques. Les auteurs du canular déplorent que leur « créature » leur ait échappé : la fausse nouvelle a été tellement virale que leur démenti et la révélation de l'affaire n'ont eu que peu d'impact sur cette croyance, désormais relayée par de nombreux gourous du « bien-être » et des « médecines alternatives ».

## Autres risques
Le chocolat peut aussi donner lieu à des allergies, que ce soit en raison du cacao ou des substances ajoutées (soja, lait, noisette, etc).

## Psychostimulation
Jusqu'au début du XIXe siècle, le chocolat était vendu en pharmacie en tant que fortifiant. En effet, la poudre de cacao contient 1 à 3 % de théobromine, produit voisin de la caféine ; mais il a clairement un effet différent sur l'organisme, car il est doux et stimulant de manière permanente, et affecte l'humeur. Pour les êtres humains, ce pourcentage est sans danger.
D'autres composants affectent l'humeur, entre autres : l'amphétamine ; la phényléthylamine, précurseur de la sérotonine ; le tryptophane, un antidépresseur naturel ; l'anandamide, un cannabinoïde découvert en 1996 par des chercheurs de l'université de San Diego. Ce dernier est un dérivé de l'acide arachidonique, comme le THC présent dans le cannabis. Ses effets sur les récepteurs nerveux sont voisins mais beaucoup plus rapides en raison de la réduction des anandamides. Il faudrait cependant plusieurs kilos de chocolat pour un effet sensible,.

## Autres bénéfices

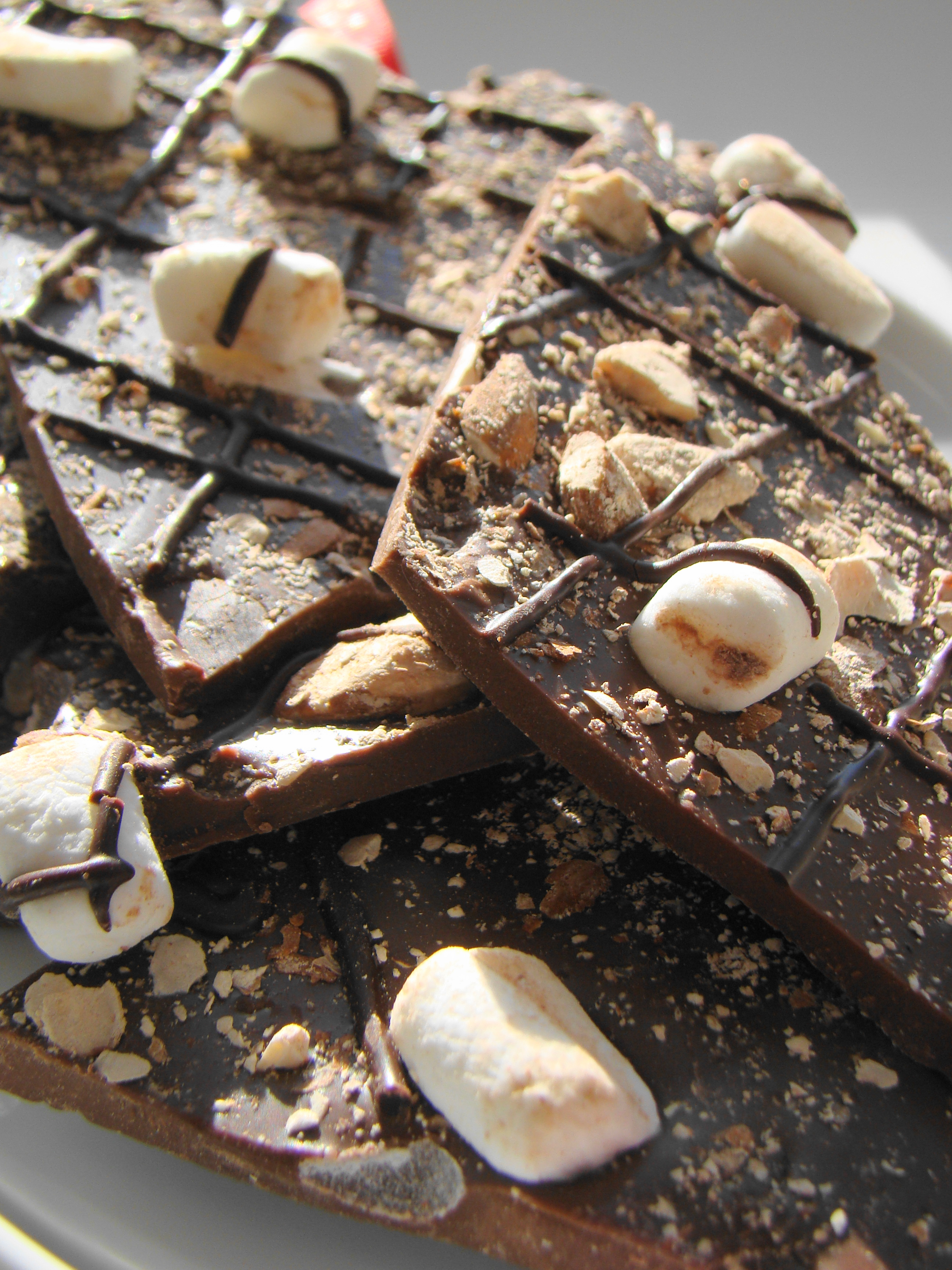
Route rocheuse en tablette.

Plusieurs études sur des populations ont observé une augmentation du risque de certains cancers chez les personnes consommant fréquemment des aliments de type malbouffe contenant (entre autres) du chocolat. Cependant, il n'y a pas de preuves d'une influence du chocolat noir, riche en flavonoïdes, sur le risque de cancer. Certaines études laissent penser que les flavonoïdes contenus dans le cacao pourraient posséder des propriétés anticarcinogènes, mais ce n'est pas démontré.
Mars Incorporated, une société produisant des barres chocolatées, étudie depuis les années 1990 les flavonols. La société est en relation avec l'industrie pharmaceutique pour produire des médicaments basés sur les molécules de flavanol du cacao, qui pourraient notamment aider à traiter le diabète ou certaines démences[Passage à actualiser].
D'autres recherches indiquent que le chocolat pourrait prévenir les toux persistantes. La théobromine a été montrée comme étant un tiers plus efficace que la codéine, le principal médicament contre la toux.
Les flavonoïdes peuvent inhiber le développement de la diarrhée, suggérant un effet antidiarrhéique du cacao.
Les tanins, le fluor et les phosphates contenus dans le cacao ont des propriétés anti-carie qui compenseraient l'effet cariant de sa forte teneur en glucides,,.
Le cacao contient de l'acide phénylpropanoïdique, qui a un impact sur la croissance des cellules de la peau. Ainsi, le chocolat pourrait améliorer la cicatrisation, réduire les dommages cutanés et les rides, et prévenir le risque d'ulcère gastrique. La vitamine E et surtout les flavonoïdes (catéchine et épicatéchine) permettent également d'améliorer la densité et l'hydratation de la peau ainsi que la photoprotection en augmentant la circulation sanguine au niveau cutané.

## Effets non prouvés

### Aphrodisiaque
Les traditions romantiques identifient fréquemment le chocolat à un aphrodisiaque. Les qualités réputées aphrodisiaques du chocolat sont le plus souvent associées avec le simple plaisir sensuel de sa consommation. Bien qu'il n'y ait aucune preuve que le chocolat soit réellement un aphrodisiaque, offrir du chocolat reste un comportement chargé de connotations,.

### Acné
Une croyance populaire non étayée par aucune étude scientifique est que le chocolat peut causer l'acné,,. 
Diverses études pointent plutôt la nature hautement glycémique de certains aliments tels que le sucre, le sirop de maïs et d'autres simples hydrates de carbone comme cause de l'acné,,,,. Le cacao en lui-même a un indice glycémique bas.
De plus, il a été suggéré que puisque le chocolat augmente le niveau de sérotonine dans le cerveau, il pourrait donc diminuer le stress et aider à réduire l'acné. D'autres causes alimentaires de l'acné sont possibles, mais nécessitent des recherches plus rigoureuses.

### Addiction
Il existe plusieurs études concernant l'hypothèse selon laquelle le chocolat serait addictif. La dépendance physique n'entre pas en ligne de compte.
Plusieurs molécules peuvent jouer un rôle dans cette supposée addiction :
- les alcaloïdes ont un effet psychostimulant par augmentation de la sécrétion d'adrénaline[74]. La théobromine, présente en plus grande quantité, n’a presque aucun effet sur le système nerveux central, contrairement à la caféine[N 1] ;
- la molécule de PEA stimule les neurones dopaminergiques et noradrenergiques. Cependant, elle est présente en plus grande quantité dans d'autres aliments tels que certains fromages ou charcuteries sans provoquer d'effet[74] ;
- l'anandamide, dont les effets peuvent être comparés à ceux du cannabis, peut expliquer les effets euphorisants du chocolat. Mais cette molécule n'est présente qu'en infime quantité[75].

Cette addiction est parfois nommée Chocoholisme.

## Danger pour les animaux domestiques
Le chocolat est dangereux, voire mortel pour certains animaux, en particulier pour les chiens, les chats, les perroquets ou les chevaux. La théobromine qu'il contient, proche de la caféine, sur-stimule leur système nerveux, et leur métabolisme ne permet pas de l'éliminer rapidement[source insuffisante].
Ainsi, 150 g est une dose potentiellement létale pour un chiot ou un petit chien[source insuffisante] ; la théobromine persiste une vingtaine d'heures dans son sang, pouvant causer des convulsions épileptiques, un infarctus, des hémorragies internes et finalement la mort. En cas d'ingestion, il faut administrer un vomitif dans un délai de deux heures ou l'amener chez le vétérinaire. Celui-ci tentera à l'aide d'un traitement de limiter l'absorption de la théobromine par l'organisme,,. Une dose plus faible peut entrainer d'autres lésions, notamment une cécité chez le chien.
La dose dangereuse s'évalue selon le type de chocolat, l'espèce et la masse corporelle de l'animal. Ainsi, un chocolat noir (à 50 % de cacao) peut déclencher une intoxication marquée à partir de 5 ou 6 grammes par kilogramme de masse corporelle, tandis qu'un chocolat au lait (de 35 % à 50 % de cacao) peut avoir le même effet avec 25 grammes par kilogramme : typiquement, un lapin en chocolat au lait de 500 grammes peut intoxiquer significativement un chien de 20 kilogrammes.